# Véhicule de combat d'infanterie
Pour les articles homonymes, voir IFV.
 (février 2025).

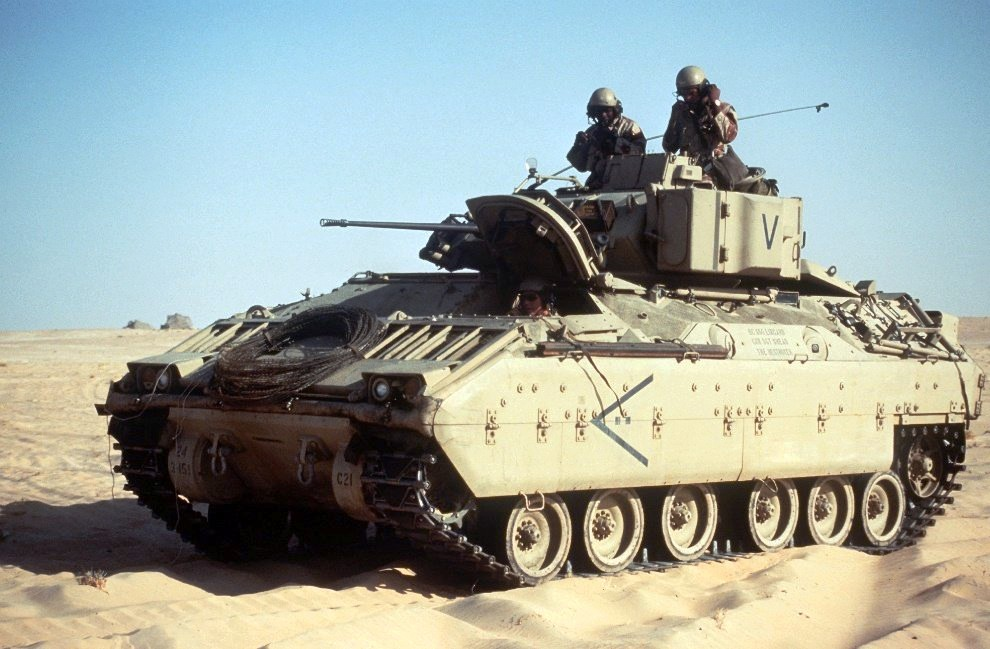
Le véhicule de combat d'infanterie américain M2 Bradley.

Le véhicule de combat d'infanterie turque Otokar Tulpar.

Le véhicule de combat d'infanterie (en anglais, infantry fighting vehicle ou IFV) est un véhicule blindé destiné à transporter l'infanterie sur le champ de bataille et à lui fournir un soutien opérationnel au combat.

## Contexte
Les véhicules de combat d'infanterie sont comparables aux véhicules de transport de troupes, pouvant transporter de cinq à dix fantassins et leur équipement, mais ils s'en distinguent par un armement plus puissant, qui leur permet de soutenir directement l'infanterie lors des combats, d'éventuelles embrasures (à travers desquelles les soldats peuvent tirer) et leur blindage supérieur.
Ils sont typiquement équipés de canons automatiques d'un calibre de 20 à 40 mm, de mitrailleuses 7,62 mm ou 12,7 mm et parfois de missiles antichars ou de missiles anti-aériens. Certains véhicules de combat d'infanterie emploient un canon à âme lisse à basse pression comme armement principal (calibre de 73 mm et plus), c'est notamment le cas des BMP-1 et des BMP-3 (les VCI de l'armée russe). Ils sont le plus souvent chenillés, mais certains véhicules à roues rentrent aussi dans cette catégorie. Ils sont habituellement beaucoup moins lourdement armés et blindés que les chars d'assaut, mais parfois équipés de missiles pouvant détruire ceux-ci, comme le TOW de l'Otan ou le 9K111 Fagot soviétique.
Les premiers véhicules de combat d'infanterie produits en masse sont sans doute le binôme Schützenpanzer Lang 12-3 - Schützenpanzer Kurz 11-2 utilisés par la Bundeswehr de 1958 au début des années 1980. Ils possédaient un canon automatique de 20 mm dans une petite tourelle et transportaient une demie escouade de 5 ou de 3 fantassins.
Les pays occidentaux furent surpris quand l'Union soviétique dévoila en 1967 le BMP-1, le premier véhicule de combat d'infanterie polyvalent. Il possédait un profil surbaissé et était armé d'un canon à âme lisse de 73 mm et d'un missile antichar Malyutka 9M14. Son blindage avant très incliné était totalement invulnérable à la mitrailleuse Browning M2 (standard de l'Otan) et offrait une assez bonne protection contre le canon de 20 mm Oerlikon frappant à 60°, tandis que son armement en faisait une menace pour les véhicules de transport de troupes et même les chars de combat de l'Otan. 
Depuis lors, toutes les puissances militaires importantes ont conçu ou adopté des véhicules de combat d'infanterie. Citons notamment le Marder et le Puma allemands, le ZBD-97 chinois, l'Abhay indien, le LAV III canadien, le MCV-80 Warrior britannique, le M2 Bradley américain, ASCOD Pizarro / Ulan austro-espagnol, le Dardo italien, le Ratel sud-africain, l'AMX-13 VCI, l'AMX-10 P et le VBCI français, le Combat Vehicle 90 suédois et l'AIFV.

## Galerie d'images

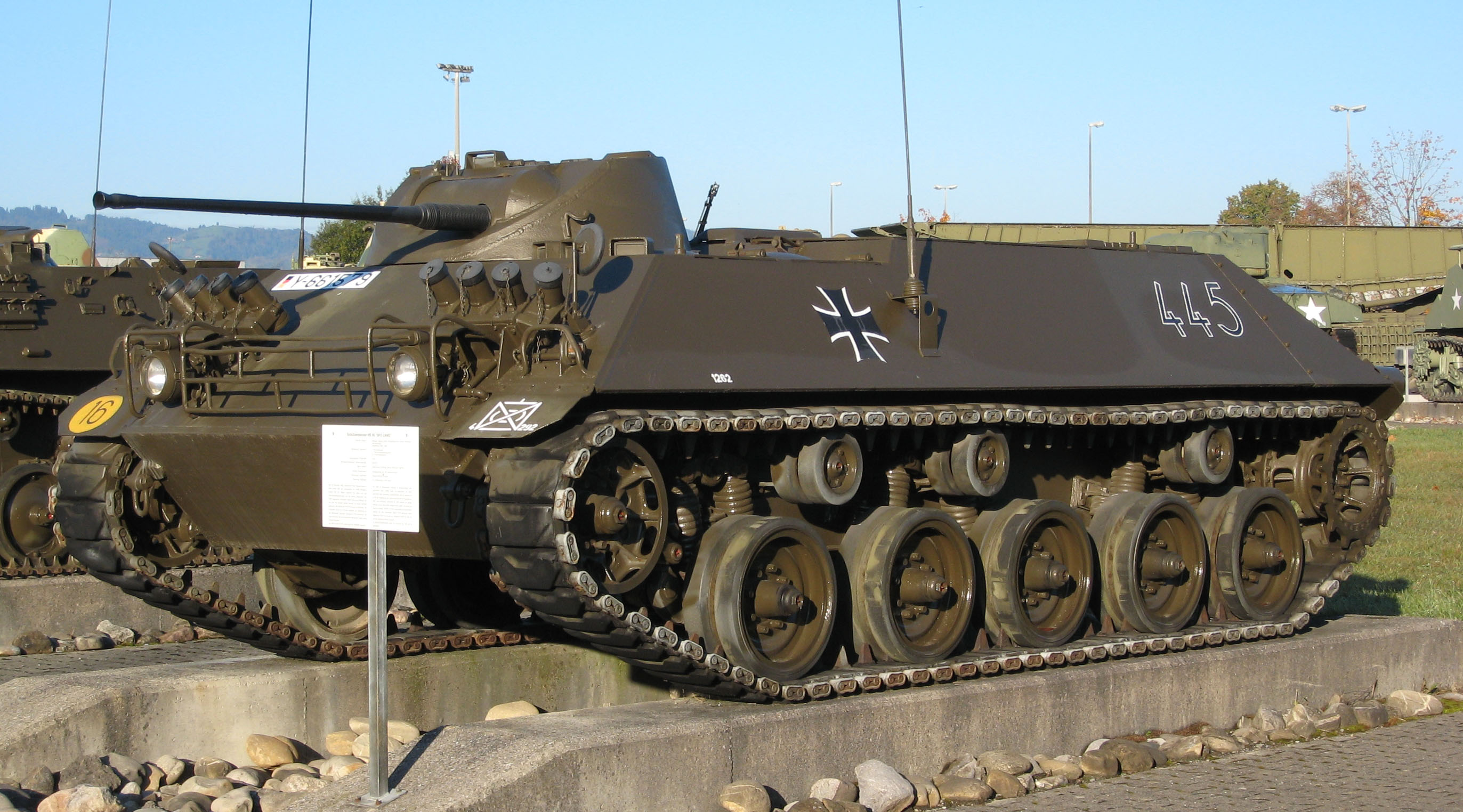
Type 12-3 Schützenpanzer Lang ouest-allemand
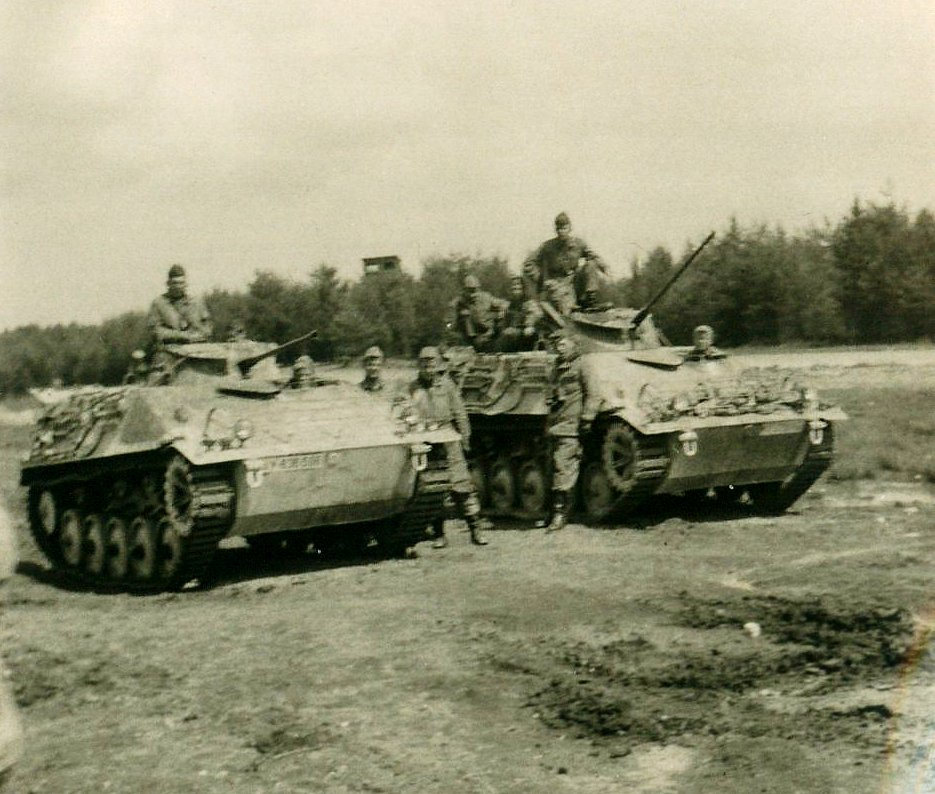
Type 11-2 Schützenpanzer Kurz
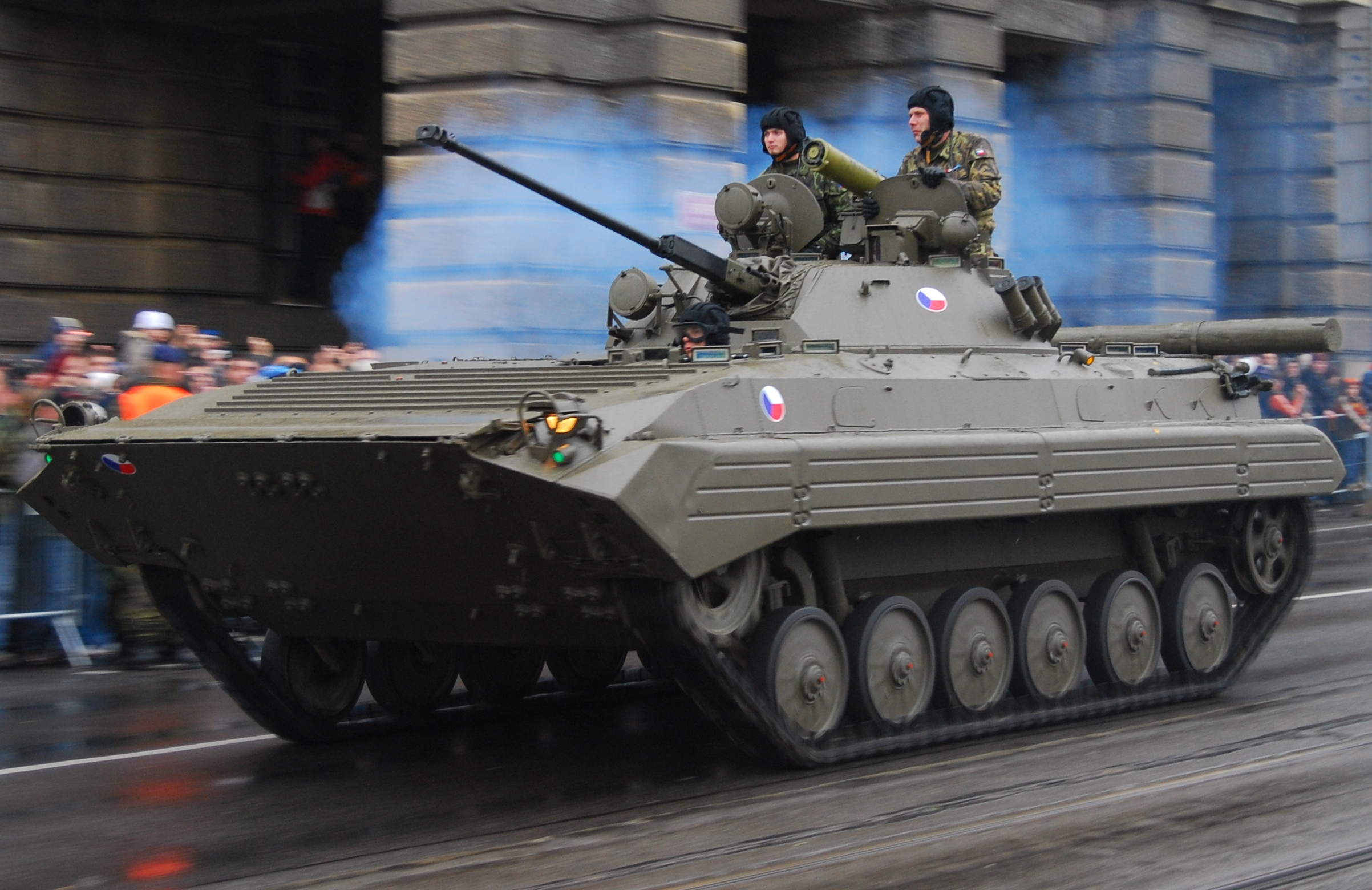
BMP-2 tchèque
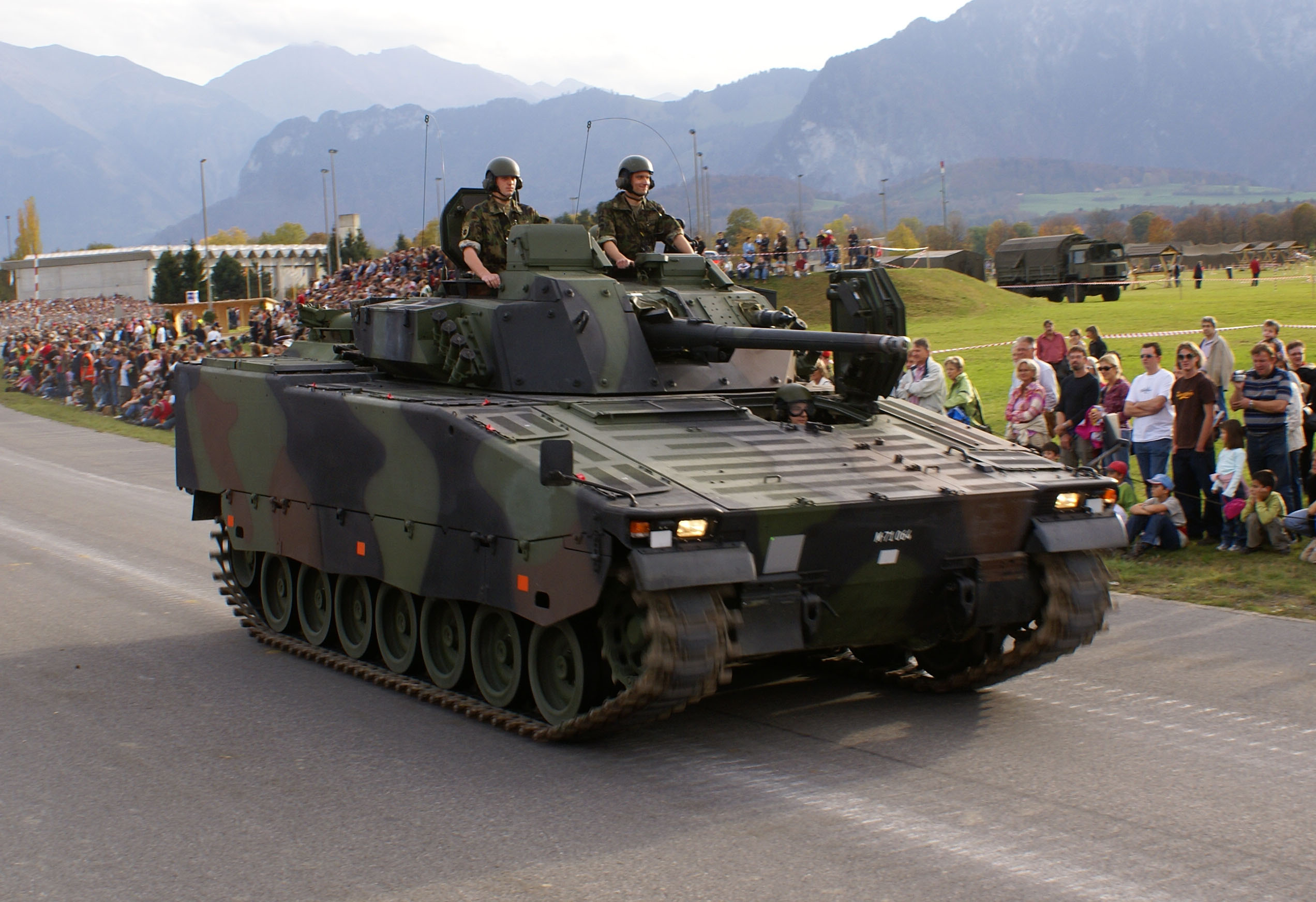
CV9030CH version export pour l'armée suisse du CV90 suédois.
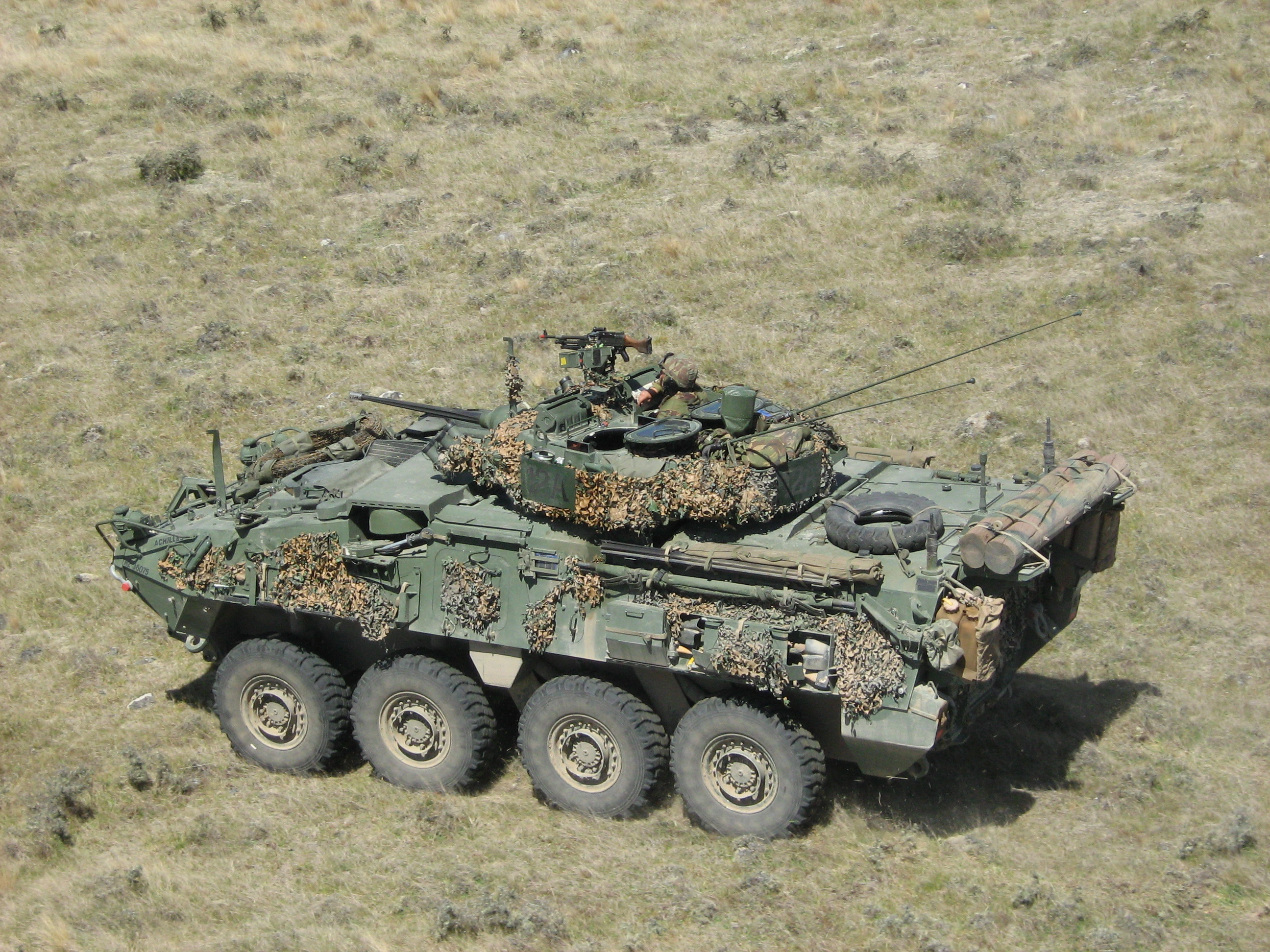
VBL III canadien
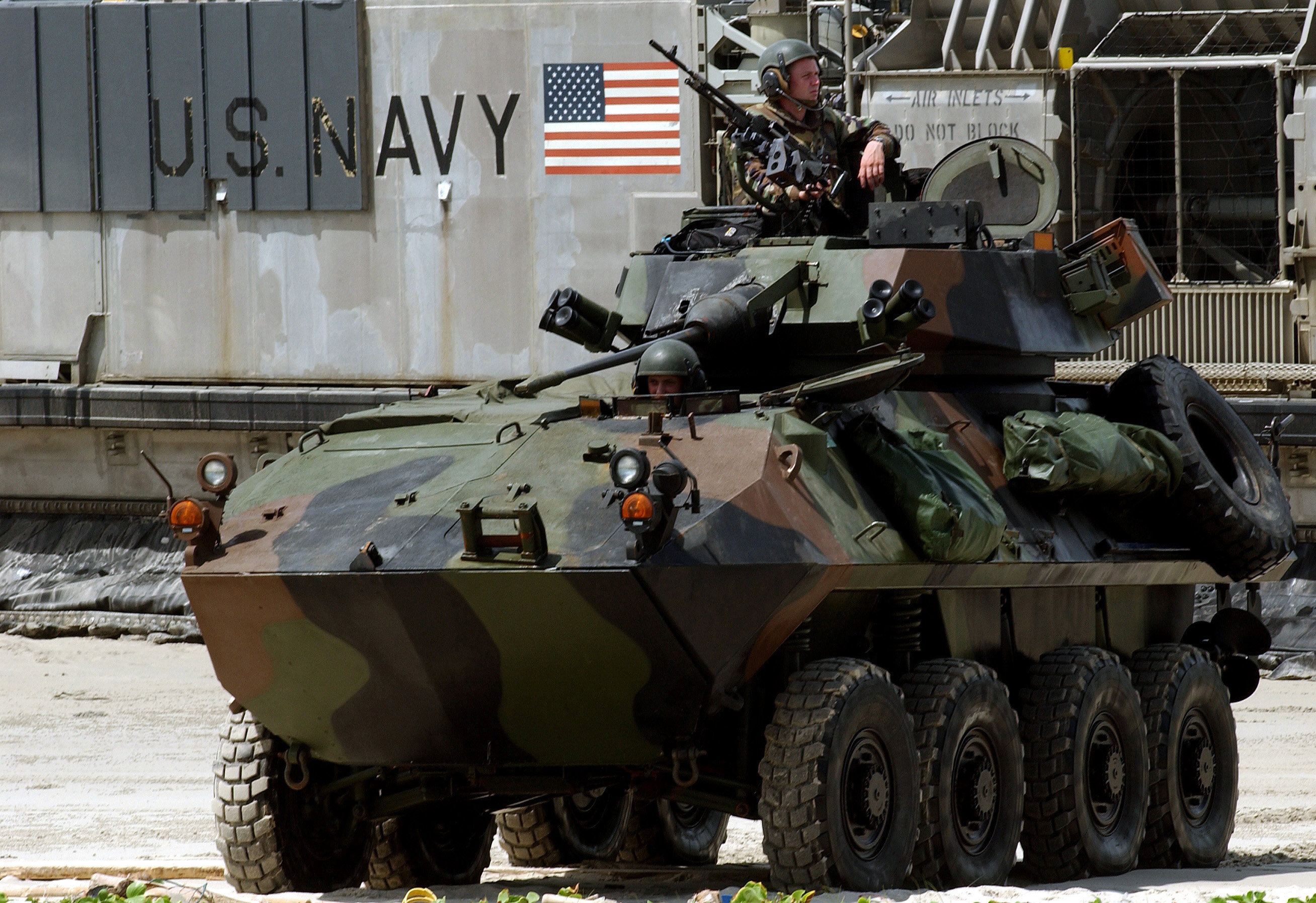
LAV-25 de l'US Marines Corps
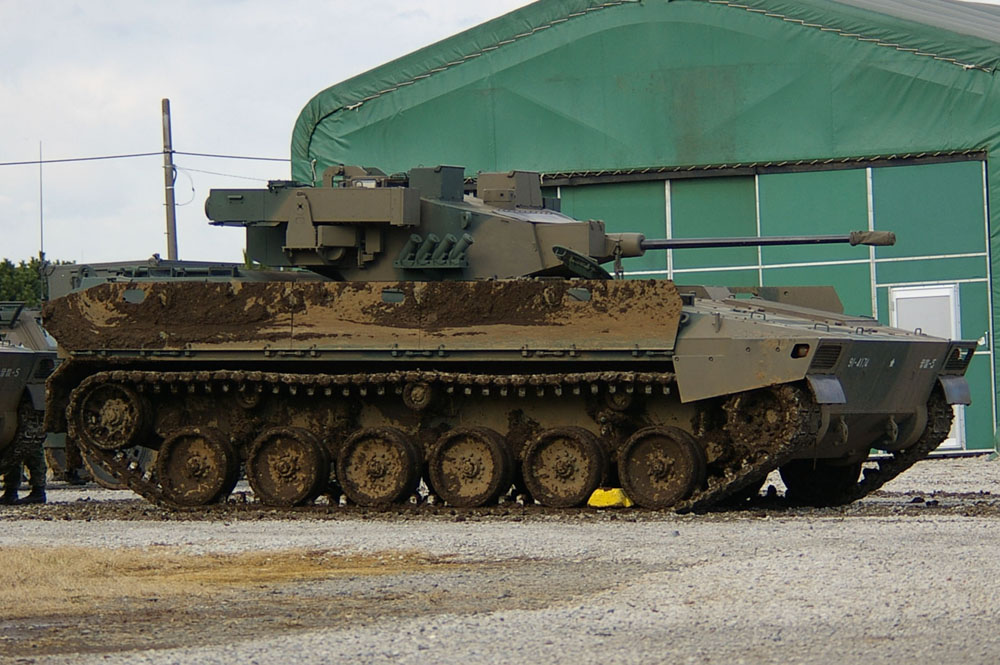
Type 89 japonais
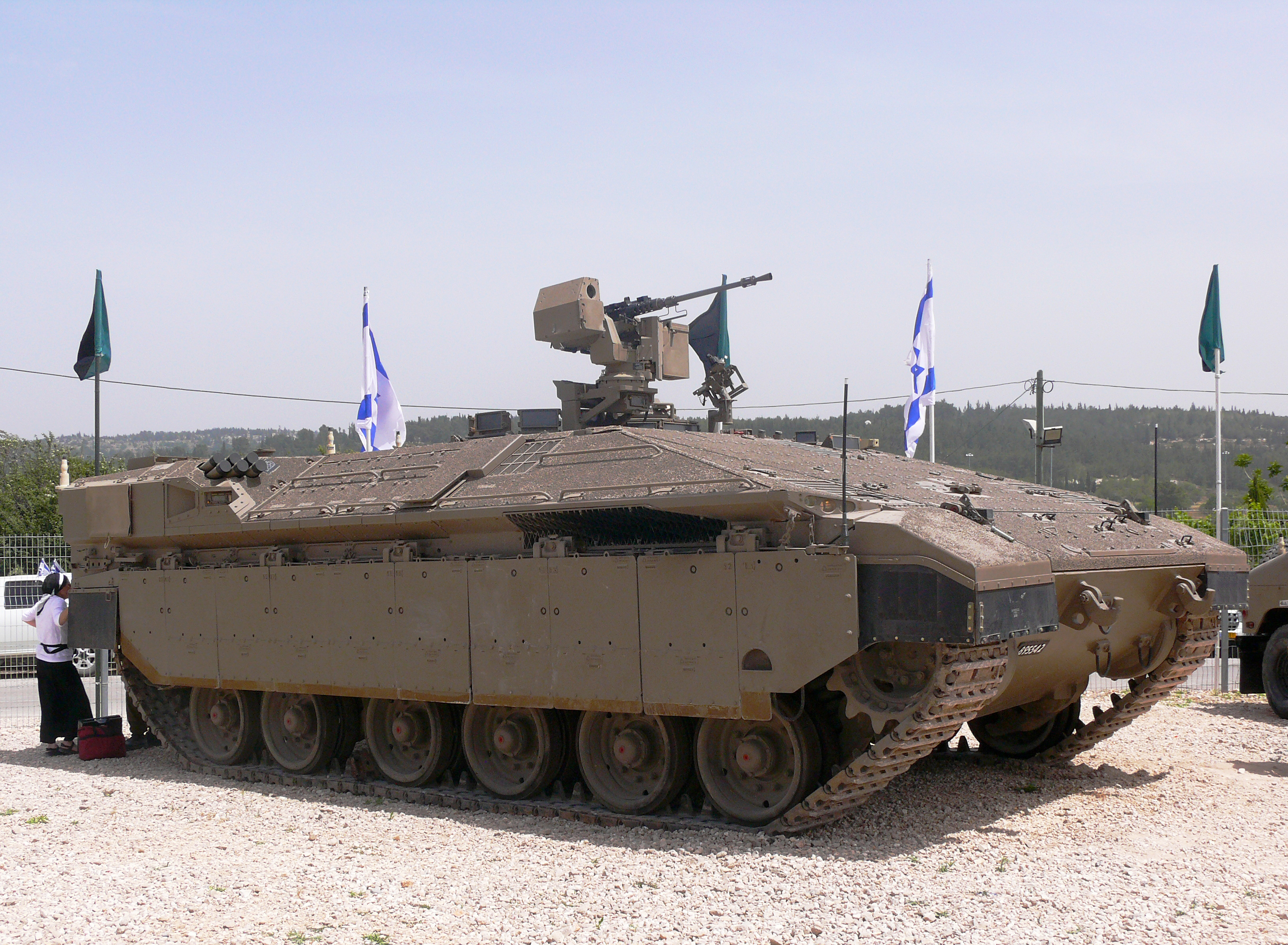
Namer israélien
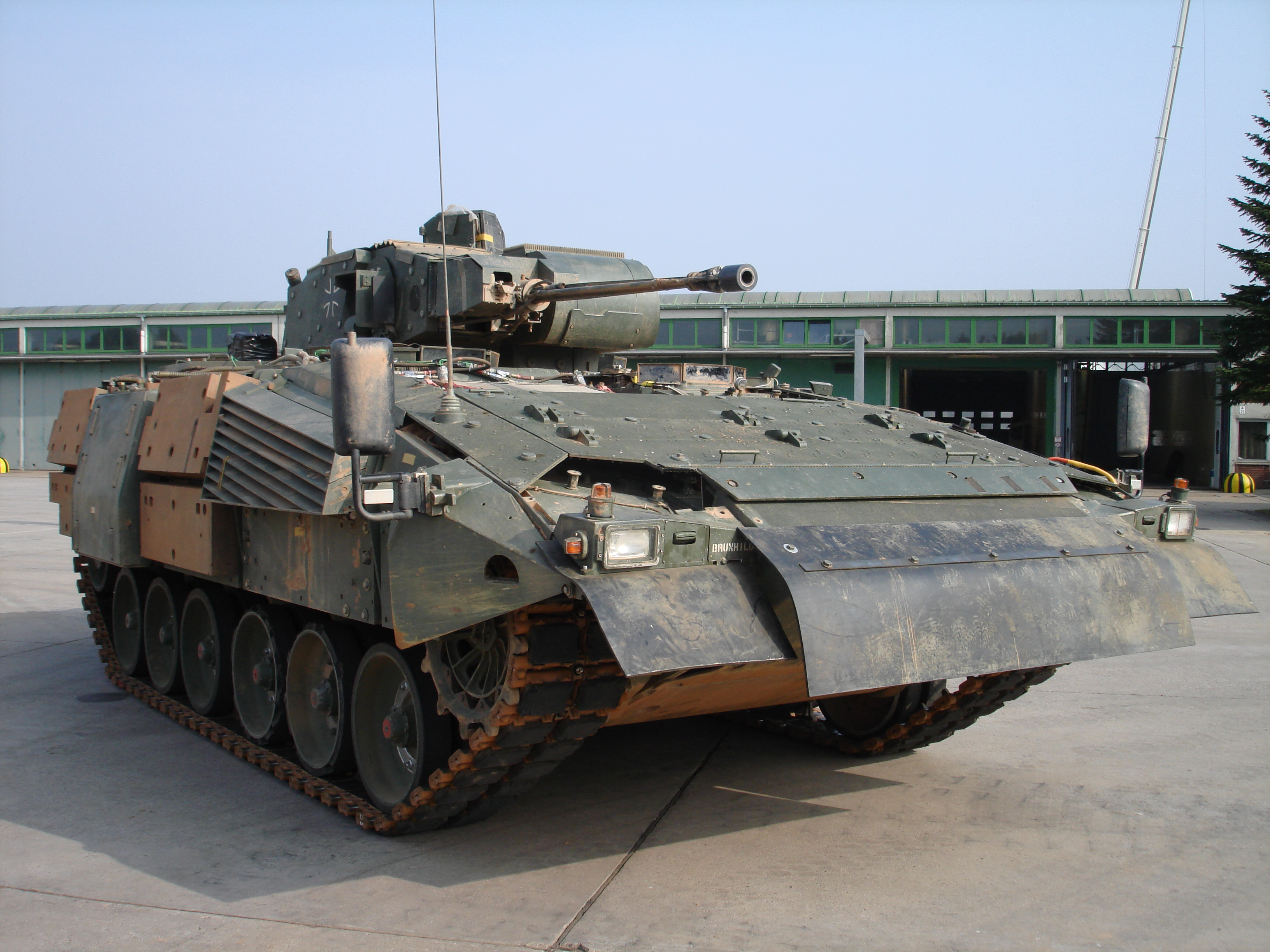
Puma allemand
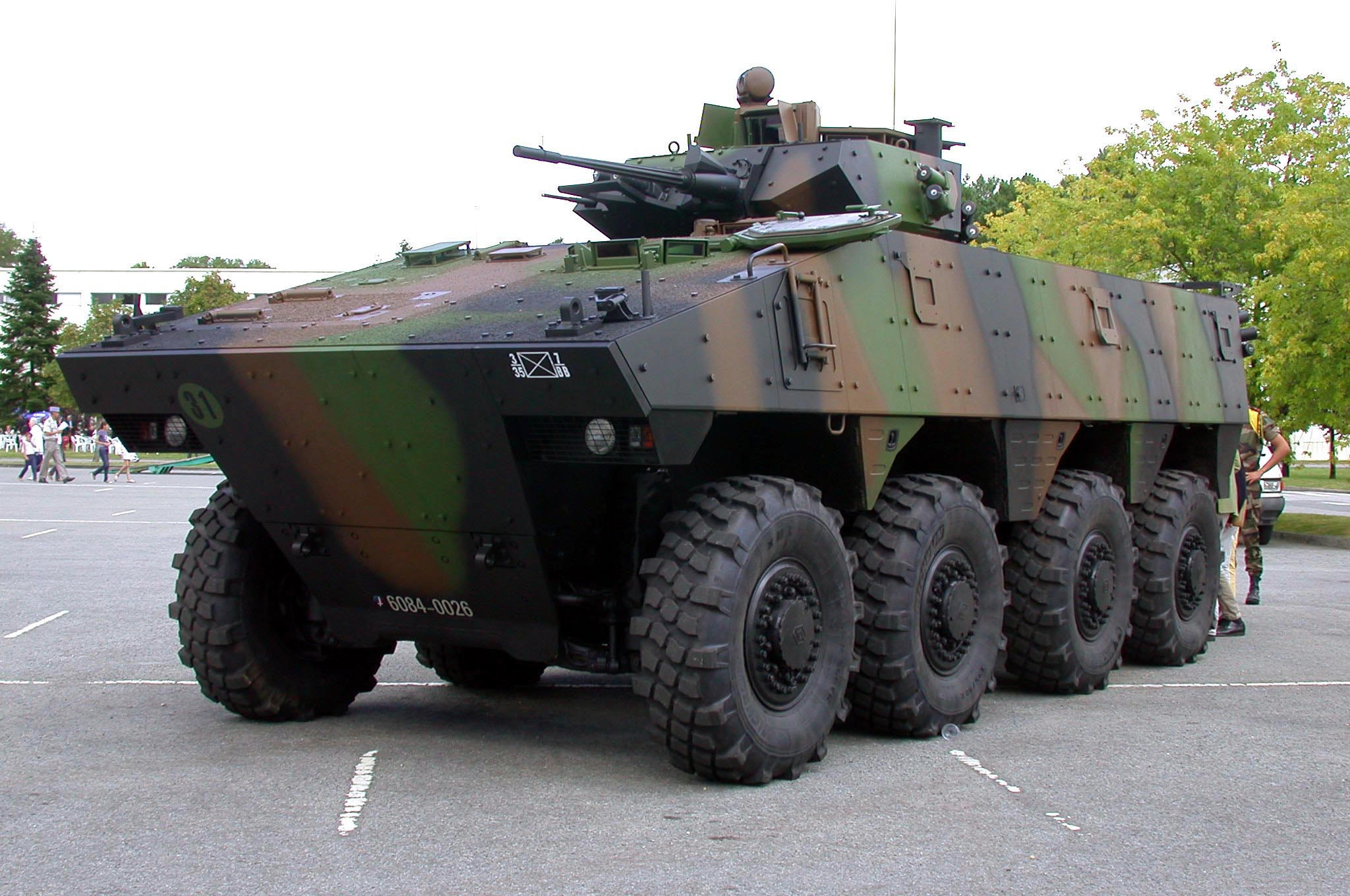
VBCI français
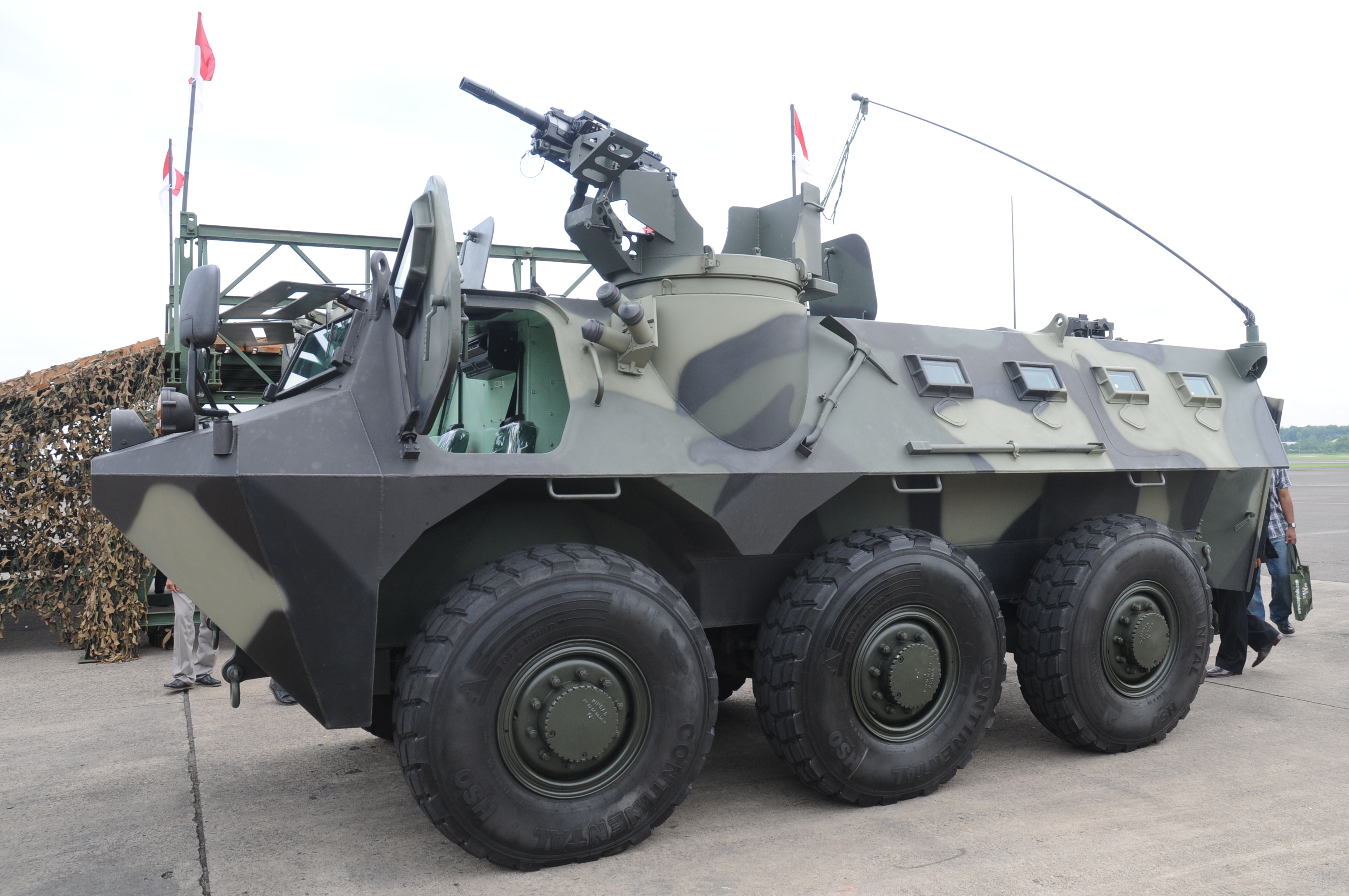
Pindad Panser indonésien
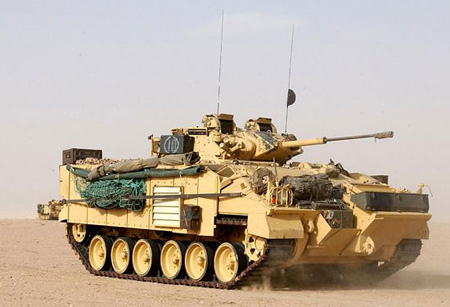
MCV-80 Warrior britannique
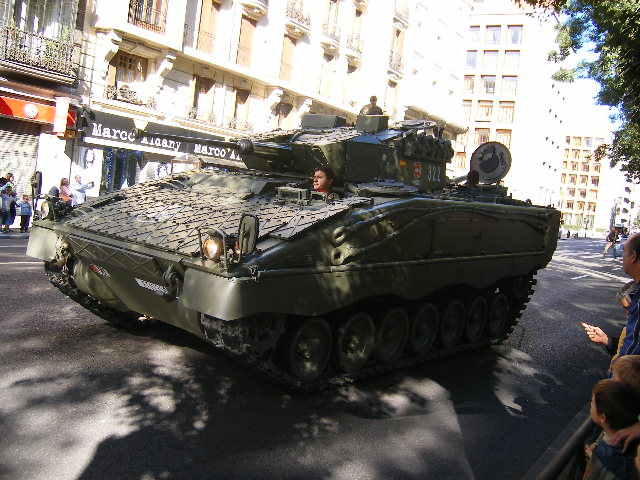
ASCOD Pizarro / Ulan austro-espagnol
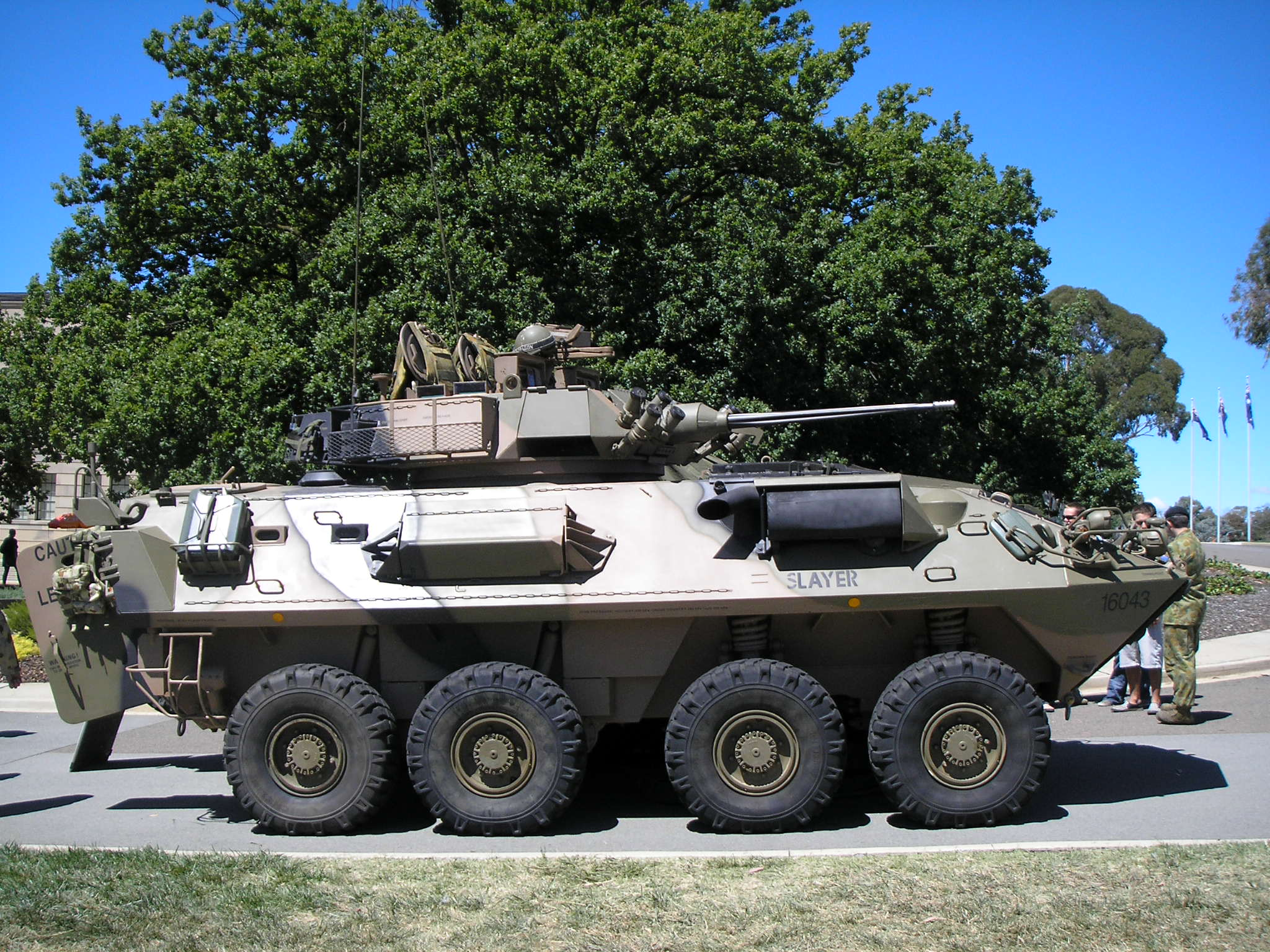
ASLAV australien
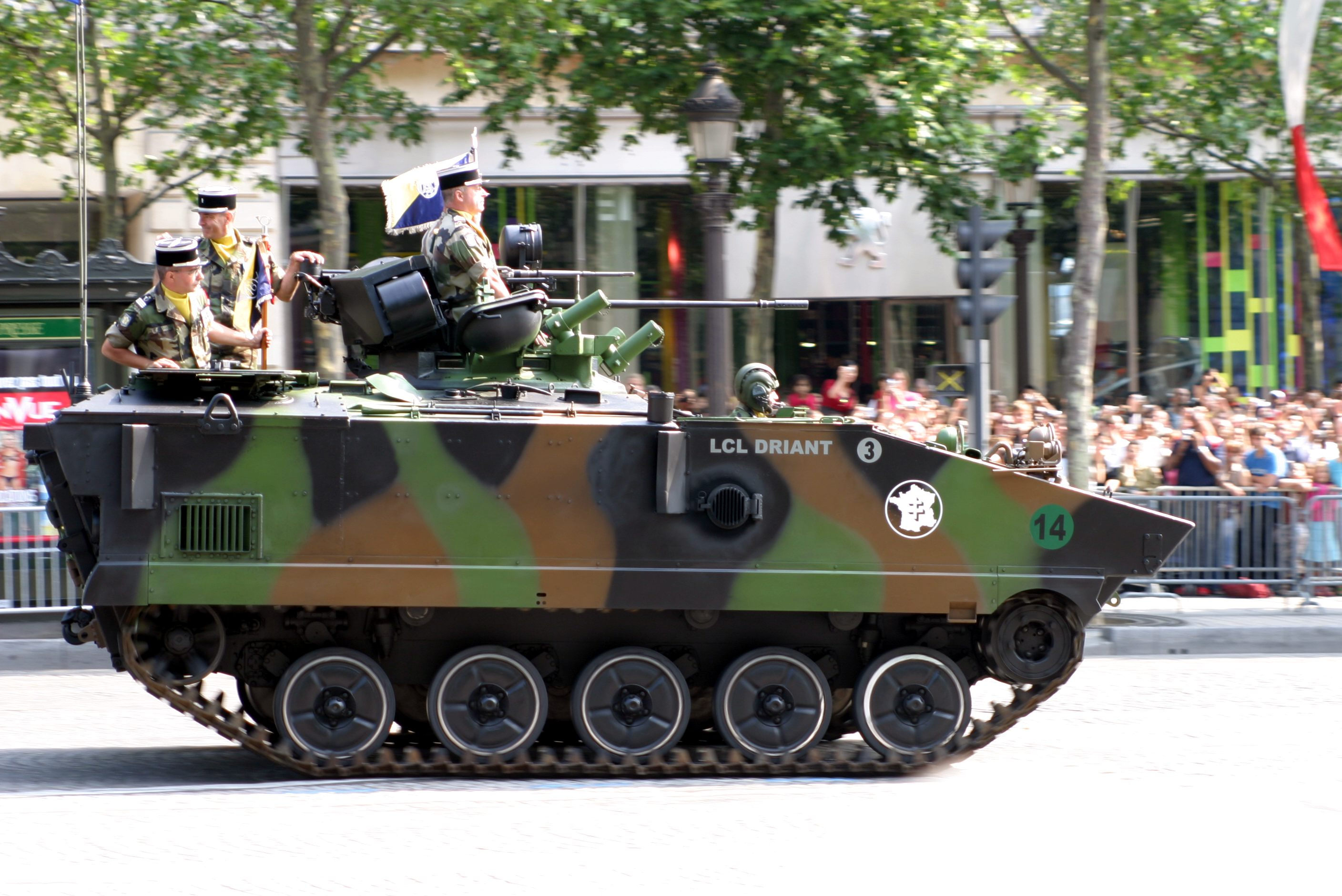
AMX-10 P français
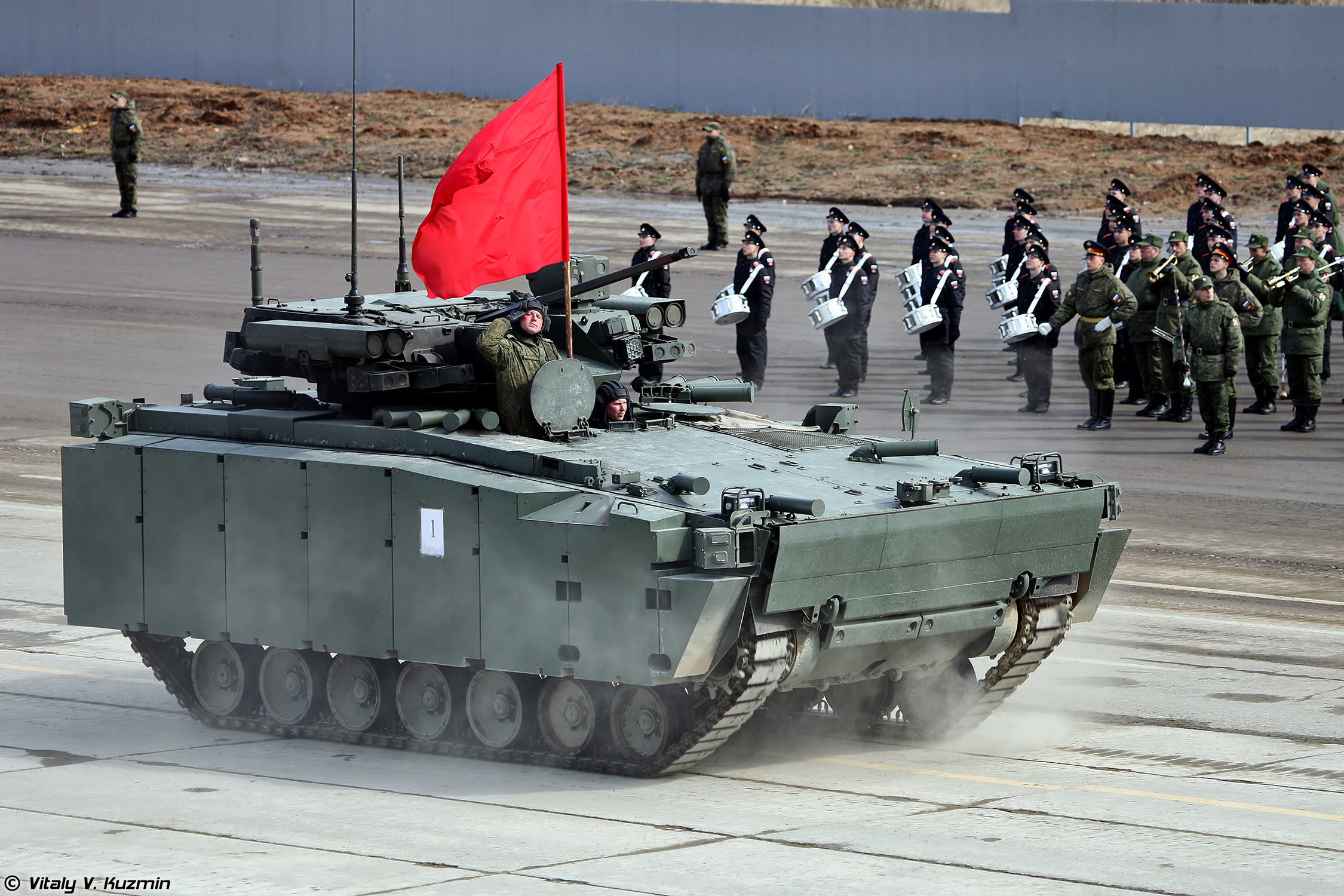
Kourganets-25 remplaçant des BMP Russes
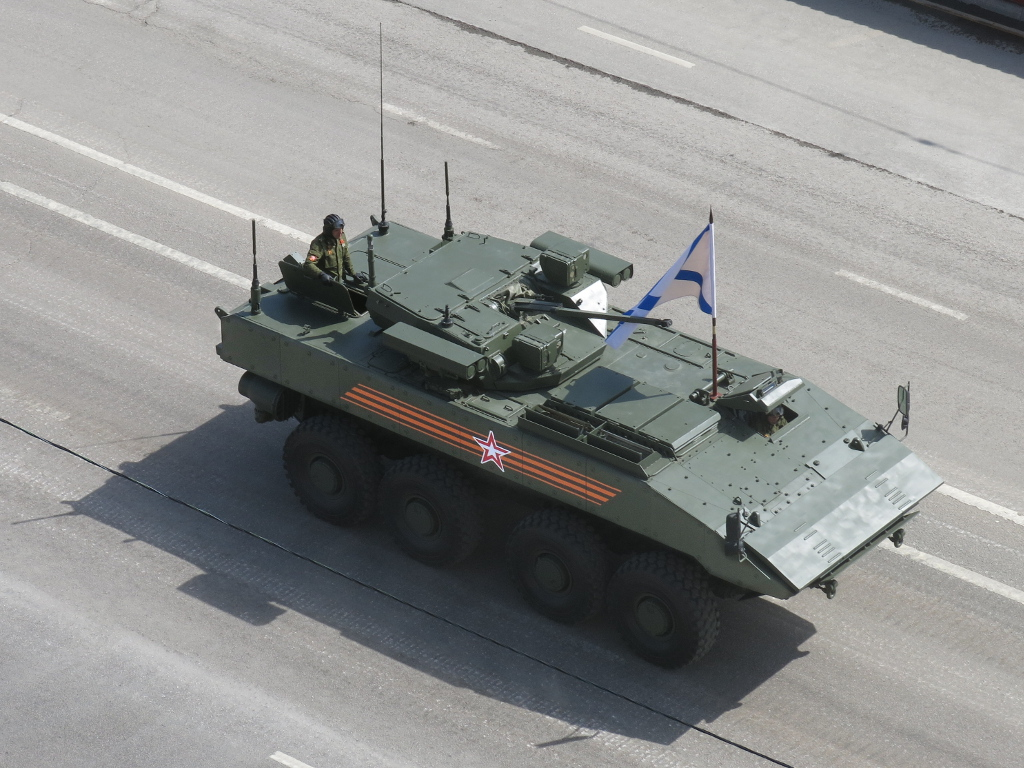
VPK-7829 "Boomerang" K-17 - Version IFV du nouveau APC Russe

## Doctrine
En période de guerre asymétrique, de crises localisées et de combat urbain, les véhicules de combat d'infanterie sont plus utiles que jamais. Ils offrent un bon compromis entre la mobilité, la protection et la puissance de feu.
Ils peuvent être utilisés pour des conflits de haute ou de basse intensité, comme pour des missions de maintien de la paix. Les plus récents, comme le Patria AMV, ont été conçus avec l'accent sur la modularité pour être plus facilement réparés sur le champ de bataille.[citation nécessaire]
La plupart des véhicules de combat d'infanterie sont amphibies et aérotransportables. Ceux à roues peuvent parcourir de grandes distances, contrairement à ceux sur chenilles, qui doivent être transportés par camion-plateau ou chemin de fer. Leurs chenilles doivent également être régulièrement entretenues ou remplacées[citation nécessaire], car elles s'usent vite sur les surfaces dures tel les routes. 
Beaucoup de véhicules à roues peuvent aussi se replier, même avec des pneus à plat, tandis qu'un bris de chenille rend le véhicule complètement dépendant des véhicules d'assistance blindés. Cependant les chenilles ne peuvent être crevées et offrent une plus grande manœuvrabilité sur tout types de terrain y compris en terrain très meubles. De plus ce système présente l'avantage de permettre des manœuvres de rotation à 360° sur place.
Le gros avantage des VCI et la possibilité de déployer rapidement un groupe d'infanterie sur le terrain qui pourra disposer d'une puissance de feu importante et capable d'engager d'autres véhicules blindés. 

## Armement

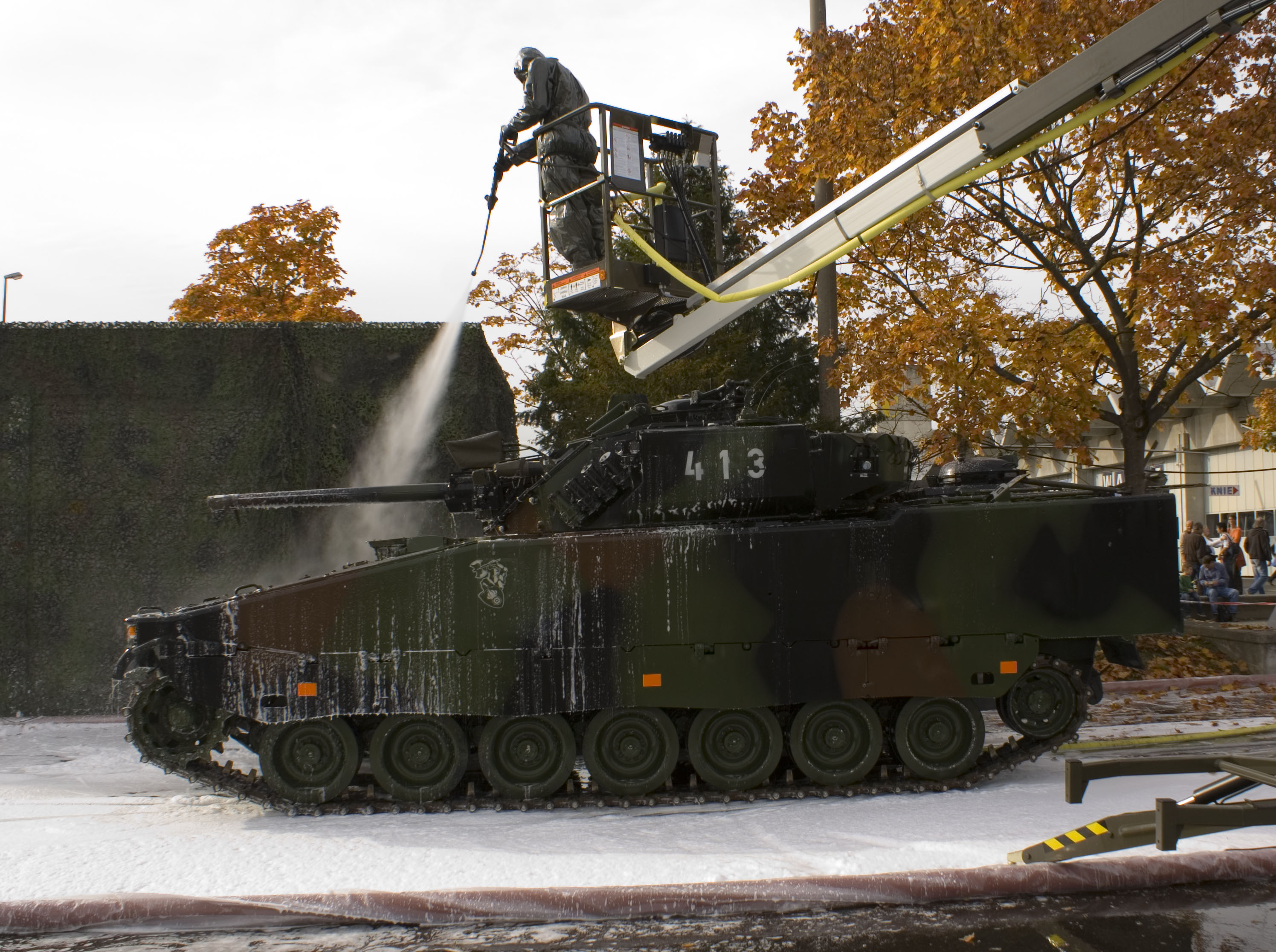
Exercice de décontamination d'un CV90 de l'armée suisse

L'arme principale de la plupart de ces véhicules est un canon automatique d'un calibre de 20 à 40 mm. Il est efficace contre une large gamme de cibles, notamment l'infanterie, les véhicules pas ou peu blindés, les hélicoptères et les avions à basse altitude (il peut atteindre une hausse de 70° pour les attaquer). Il peut tirer plusieurs types de munitions, HEAT, incendiaires ou obus-flèches. Le Puma allemand et le CV90 suédois peuvent tirer des salves contenant des centaines de pointes de tungstène efficaces contre les véhicules, les hélicoptères et les fortifications.
Sur de nombreux véhicules de combat d'infanterie, une mitrailleuse coaxiale est montée sur la tourelle. Les calibres les plus courants sont le 7.62 x 51 mm OTAN (utilisé par les mitrailleuses FN MAG), le 7.62 x 54 mm soviétique (utilisé par les mitrailleuses PKT), le 12,7 x 99 mm OTAN (.50 BMG utilisé par les mitrailleuses Browning M2) ainsi que le 12,7 x 108 mm soviétique (utilisé par les mitrailleuses Kord). Certains ont des mitrailleuses supplémentaires : le Marder, par exemple, en a une à l'arrière.
Certains ont des missiles antichar, le plus souvent à moyenne portée (2 à 4 km). D'autres possèdent des missiles anti-aériens ou une combinaison des deux, comme le prototype biélorusse 2T Stalker.
Certains véhicules récents, comme le Puma, sont équipés de lance-grenades de 30, 40 ou 76 mm. La plupart ont aussi des lance-grenades fumigènes pour leur camouflage.